# Łukasz Rędziniak
Łukasz Antoni Rędziniak (ur. 26 stycznia 1968 w Rzeszowie) – polski adwokat, menedżer i urzędnik państwowy, w latach 2007–2009 podsekretarz stanu w Ministerstwie Sprawiedliwości.

## Życiorys
Ukończył studia prawnicze i politologiczne na Uniwersytecie Jagiellońskim, a następnie w 1996 aplikację adwokacką w Warszawie. W latach 1990–1991 był także asystentem na WPiA UJ. Praktykował jako prawnik: od 1991 do 1992 w Consoft Consulting, od 1997 do 2000 w kancelarii Dewey Ballantine i od 1993 do 2007 w Dewey & LeBoeuf LLP, w której został w 2001 partnerem zarządzającym. W latach 2004–2007 pozostawał członkiem rady nadzorczej Firmy Oponiarskiej Dębica.
22 listopada 2007 powołany na stanowisko podsekretarza stanu w Ministerstwie Sprawiedliwości. Odwołany z funkcji 28 lutego 2009.
Powrócił następnie do praktyki adwokackiej i do rady nadzorczej Dębicy. W 2009 został partnerem zarządzającym warszawskiego oddziału kancelarii Studnicki Płeszka Ćwiąkalski Górski. Został członkiem zarządu Kulczyk Investments (w 2013), a także członkiem rady dyrektorów Serinus Energy i wiceprzewodniczącym rady nadzorczej Polenergii.